# 袁亮
袁亮（1960年6月30日—），安徽金寨人，中国煤炭开采及瓦斯治理专家，中国工程院院士，中国共产党党员。

## 生平
1982年，毕业于淮南矿业学院（现安徽理工大学）采矿工程系地下采煤专业。历任淮南矿业（集团）有限责任公司董事、常务副总经理、总工程师。2017年3月，任安徽理工大学党委副书记、副校长。2018年6月，任安徽理工大学党委副书记、校长。
2009年，当选为中国工程院院士。2017年，获首届“全国创新争先奖”。2018年2月24日，当选为第十三届全国人大代表。

## 学术兼职
主要学术兼职有：煤炭开采国家工程技术研究院院长，煤矿瓦斯治理国家工程研究中心主任，深部煤炭开采与环境保护国家重点实验室主任，中国煤炭学会副理事长。